# Саламандри
Саламандрите известни още като дъждовници (Salamandra), са род дребни опашати земноводни.

## Разпространение
Разпространени са в Средна и Южна Европа, Северна Африка и Близкия изток.

## Видове
- Salamandra algira
- Salamandra atra
- Salamandra corsica
- Salamandra infraimmaculata
- Salamandra lanzai
- Salamandra luschani
- Salamandra salamandra – Дъждовник

## Начин на живот и хранене
Активни са предимно вечер и нощем, но в дъждовни дни и през деня. Хранят се с дребни безгръбначни.

## Допълнителни сведения
В България се среща дъждовникът (Salamandra salamandra), който е защитен от закона вид.